# DC Talk (álbum)
DC Talk é o álbum de estreia da banda dc Talk. Este é o álbum com mais sonoridade hip hop de todos eles.
| Críticas profissionais                                                      | Críticas profissionais |
| Avaliações da crítica                                                       | Avaliações da crítica  |
| Fonte                                                                       | Avaliação              |
| --------------------------------------------------------------------------- | ---------------------- |
| allmusic                                                                    | [ 3 ]                  |
| Jesus Freak Hideout                                                         | [ 4 ]                  |
| dcTalkUnite                                                                 | (C+)                   |
| Esta tabela precisa de ser acompanhada por texto em prosa. Consulte o guia. |                        |

## Faixas
1. "Heavenbound" – 3:53
2. "Gah Ta Be" – 3:57
3. "Final Days" – 4:08
4. "The King (Hallelujah)" – 4:10
5. "Spinnin' Round" – 3:48
6. "Voices Praise Him" – 3:51
7. "Time Ta Jam" – 2:02
8. "He Loves Me" – 5:11